# Обстріли Бездрицької сільської громади
Обстріли Бездрицької сільської громади — серія обстрілів та авіаударів російськими військами території села Бездрик та населених пунктів Бездрицької сільської громади Сумського району Сумської області в ході повномасштабного російського вторгнення в Україну.

## 2022

### 3 березня
Окупанти знову почали масове бомбардування Сум та області, зокрема, був обстріл Недригайлова, Боромлі, Бездрика, Лебедина..

## 2024

### 25 серпня
По громаді здійснено авіаудар (КАБ) (3 вибухи), унаслідок чого 1 цивільна особа загинула, 1 особа поранена. В результаті авіаційного обстрілу постраждав храм православної парафії Сумської єпархії Української Православної Церкви (РПЦ) в одному з селищ Бездрицької сільської громади.
У храмі вибуховою хвилею пошкоджено стелю й крівлю, двері, вибито вікна, повідомляє Православна Сумщина.